# 해리 클레븐
해리 클레븐(Harry Cleven, 1956년 8월 19일 ~ )은 벨기에의 배우, 영화 감독, 영화 각본가이다.

## 작품 목록

### 영화 감독
- 《Sirènes》 (1990, 단편)
- 《아브라카다브라》 (1993)
- 《Pourquoi se marier le jour de la fin du monde?》 (2000)
- 《트러블》 (2005)
- 《마이 엔젤》 (2016)